# Château de Grand-Champ
Ne pas confondre avec le château de Grand-Champ (Côte d'Or), en Côte-d'Or et le château de Grandchamp dans l'Yonne.
Le château de Grand-Champ est un château situé à Bizeneuille, en France.

## Localisation
Le château est situé sur la commune de Bizeneuille, dans le département français de l'Allier.

## Historique
L'édifice est inscrit au titre des monuments historiques en 1997.